# Shape note
Pour la tradition musicale associée à la notation shape notes, voir Sacred Harp.

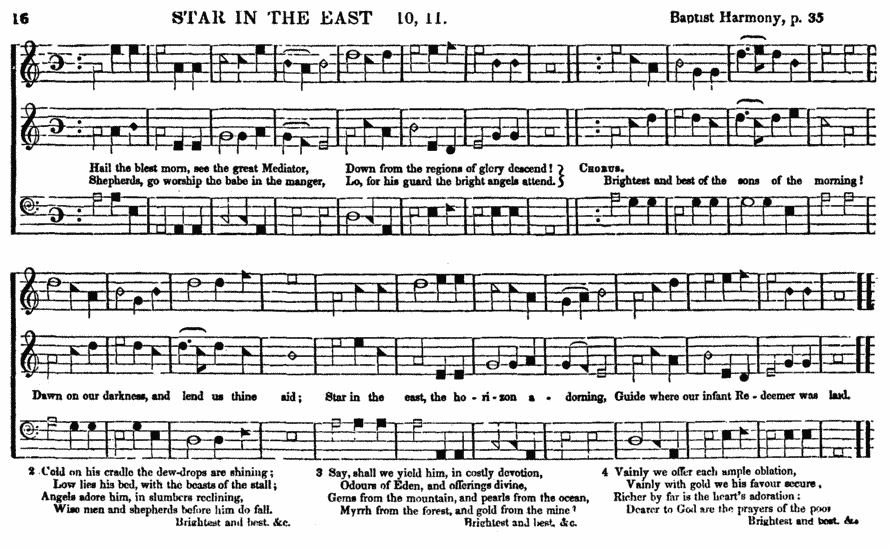
« Star in the East » de l’édition de 1854 de la Southern Harmony.

Les shape notes ou notes à formes géométriques sont une écriture musicale destinée à faciliter le chant congrégationaliste et communautaire. Cette façon d’écrire la musique, apparue en 1801, devint un outil d’enseignement populaire dans les écoles de chant (singing schools) américaines. Des formes géométriques ajoutées sur les têtes des notes de musique écrite pour aider les chanteurs à trouver les tonalités dans les gammes majeure et mineure sans s’encombrer des informations plus complexes que l’on trouve sur la portée à l’armure.
Des shape notes de différentes sortes ont été utilisées pendant plus de deux siècles dans différentes traditions musicales, principalement sacrées mais également séculières, originaires de Nouvelle Angleterre, utilisées au départ dans le Sud des États-Unis pendant très longtemps, et qui vit à présent une renaissance et un développement dans ses régions d’origine et également au-delà.

## Les shape notes / notes à formes géométriques
L’idée du système à shape notes est que l’on peut apprendre les différentes parties d’une œuvre vocale plus rapidement et plus facilement si la musique est imprimée avec des formes correspondant aux syllabes du solfège par l’intermédiaire desquelles les notes de la gamme musicale sont chantées. Par exemple, dans la tradition à quatre shapes utilisée dans le Sacred Harp et partout ailleurs, les notes d’une gamme de Do majeur sont notées et chantées comme suit :
Pour chanter avec ce système, un chanteur de shape notes doit développer de manière fluide une triple association mentale qui relie une note de la gamme, une forme et une syllabe. Cette association peut être utilisée pour aider à lire la musique. Lorsqu’un groupe de chanteurs de cette tradition interprète un chant pour la première fois, ils chantent normalement les syllabes (en les lisant d’après les shapes) pour affermir leur aisance sur les notes. Puis, ils chantent les mêmes notes sur les paroles du chant.
Les syllabes et les notes d’un système à shape notes sont relatives et non absolues ; Elles dépendent de la tonalité du morceau. La première note d’une tonalité majeure est toujours une note de Fa/triangle, suivie (en montant) par un Sol, La etc. La première note d’une tonalité mineure est toujours un La/carré, suivi par Mi, Fa, etc.
En majeur :
- un Fa/triangle représente toujours le 1er degré et le 4e degré d’une gamme majeure,
- un Sol/rond, toujours le 2e et le 5e degré,
- un La/carré, toujours un 3e et 6e degré,
- un Mi/losange, toujours un 7e degré de gamme majeure.

En mineur :
- un La/carré représente toujours le 1er degré et le 5e degré de la gamme mineure,
- un Mi/losange toujours un 2d degré,
- un Fa/triangle, toujours un 3e et un 6e degré,
- un Sol/rond, toujours un 4e et un 7e degré…

Dire que les shape notes sont relatives signifie qu'on ne chante pas les notes (en valeurs absolues) mais les intervalles entre les shapes. Par exemple, entre un Fa (1er degré majeur) et un Sol (5e degré majeur), on chante donc toujours une quinte juste, etc. Les trois premières notes de n’importe quelle gamme majeure – Fa, Sol, La – ont toujours un ton d’écart entre elles. Les trois notes suivantes (de la quatrième à la sixième) ont également un ton d’écart entre elles, c'est pourquoi elles sont également appelées Fa, Sol, La. La septième, également séparée d'un ton du La qui la précède, est appelée Mi. Tous les Fa de la gamme majeure sont séparés par un demi-ton de la note qui les précède (soit l'intervalle La-Fa puis l'intervalle Mi-Fa). C'est ainsi qu’avec seulement quatre shape notes on peut rendre de façon correcte une gamme entière.

## Système à quatre shapes et système à sept shapes
Le système à sept shapes tel qu’il est utilisé dans le Sud des États-Unis par les Églises baptistes indépendantes dans un recueil moderne d’hymnes :
Le système à sept shapes tel qu’il est utilisé dans un recueil de chants traditionnel (The Christian Harmony) :
Le système présenté dans l’illustration ci-dessus (la gamme au début de la section Les shape notes / notes à formes géométriques) est un système à quatre shapes ; six notes de la gamme sont regroupées par paires auxquelles sont assignées des combinaisons syllabe/shape. La gamme ascendante qui utilise les syllabes fa, sol, la, fa, so, la, mi, fa est en fait une variation de l’hexacorde présenté par le moine Guido d’Arezzo au XIe siècle, qui au départ représentait une gamme à six notes en utilisant les syllabes ut, ré, mi, fa, sol, la. (Voir également Solmisation).
La variante du système original de Guido à quatre syllabes fut très utilisée dans l’Angleterre du XVIIe siècle, et entra aux États-Unis au XVIIIe siècle. Peu après, les formes/shapes furent inventées pour représenter les syllabes. (voir ci-dessous).
Les autres systèmes importants sont des systèmes à sept shapes, ce qui implique une forme et une syllabe différentes à chaque note de la gamme. William Walker aurait expliqué que « des parents ne nommeraient pas leurs sept enfants avec seulement quatre noms différents » (« parents wouldn’t name seven children with only four names »). Pour leurs syllabes, ces systèmes reprennent les noms des notes familiers à la plupart des gens (de culture anglo-saxonne) : « do, re, mi, fa, sol, la, ti, do ». Quelques livres (par exemple « The Good Old Songs », de C. H. Cayce) présentent la syllabisation à sept formes plus ancienne de « do, ré, mi, fa, so, la, si, do ». Dans le système à sept shapes mis au point par Jesse B. Aikin (en), les notes d’une gamme majeure sont notées et chantées comme suit :
Il existe d’autres systèmes à sept shapes .

## Efficacité desshape notes
L’efficacité réelle des shape notes pour faciliter l’apprentissage de la musique est discutée. Une étude contrôlée sur cette efficacité fut menée dans les années 1950 par George H. Kyme auprès d’une population composée de fourth et de fifth graders (équivalents des CM1 et CM2 en France) vivant en Californie. Kyme prit soin de composer son groupe témoin et le groupe sujet de son expérience de manière qu’ils soient les plus proches possibles au niveau de leurs capacités, de la qualité de l’enseignant, et de plusieurs autres facteurs. Il découvrit que les élèves qui avaient appris les shape notes apprenaient à déchiffrer à vue significativement mieux que ceux qui ne les avaient pas apprises. Il découvrit de plus que les élèves ayant appris avec les shape notes présentaient également bien plus de chances de poursuivre des activités musicales plus tard dans leur parcours scolaire .

### Shape notes et modulation
La plupart des styles musicaux utilisent la modulation, c’est-à-dire un changement de tonalité en cours de morceau. La modulation est problématique pour les systèmes à shape notes, car les shapes employées pour la tonalité de départ ne correspondent plus aux degrés de la nouvelle tonalité. La plupart des formes de musique à shape notes,  par exemple le Sacred Harp, évitent généralement les modulations .

## Origines et démarrage
Voir également : liste des recueils à shape notes (en)
Comme il est mentionné ci-dessus, les syllabes des systèmes à shape notes précédèrent de beaucoup les shapes. La pratique de chanter la musique avec des syllabes représentant la tonalité remonte à peu près à mille ans en arrière avec l’approche de Guido d’Arezzo ; d’autres travaux anciens dans ce domaine ont abouti à la notation chiffrée de Jean Jacques Rousseau (XVIIIe siècle), et le système tonic sol-fa de John Curwen (XIXe siècle).
Parmi les précurseurs  américains des shape notes, on trouve la 9e édition du Bay Psalm Book (Boston), et An Introduction to the Singing of Psalm Tunes in a Plaine & Easy Method du Révérend James Tufts (en). La 9e édition du Bay Psalm Book fut imprimée avec les initiales des quatre syllabes correspondant aux notes sur la portée à la place des têtes des notes, et indiquaient le rythme par des éléments de ponctuation placés à la droite des lettres .

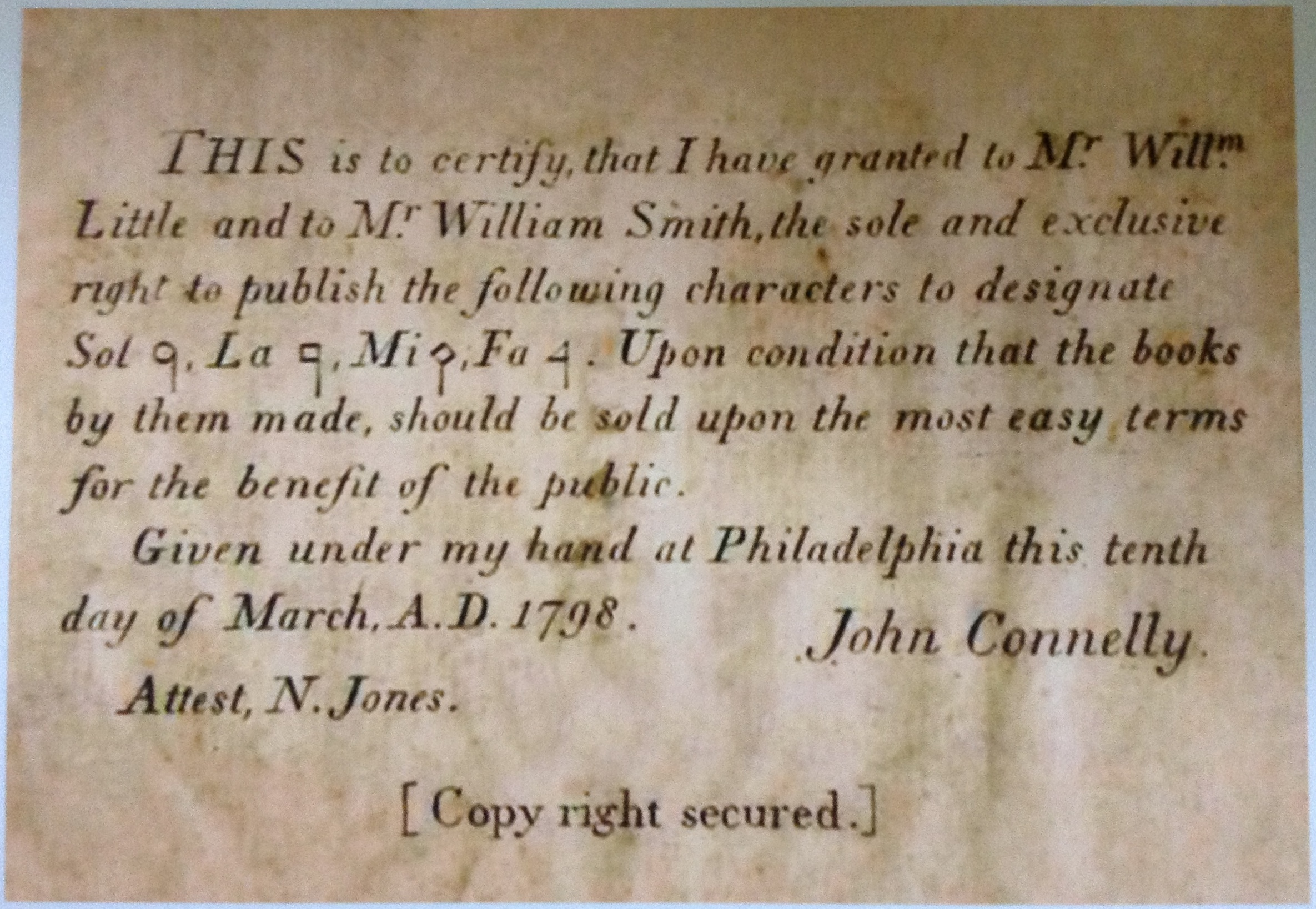
Affidavit figurant sur le verso de la page de titre de certains exemplaires de The Easy Instructor, Part II(1803) de Little et Smith.

Les shape notes elles-mêmes datent probablement de l’Amérique de la fin du XVIIIe siècle. Elles apparaissent publiquement au début du XIXe siècle, lorsque paraissent deux publications utilisant les têtes de notes à formes géométriques (shape notes) – The Easy Instructor, de William Little et William Smith en 1801, et The Musical Primer d’Andrew Law en 1803, destinés à être utilisés dans les écoles de chant. Little et Smith utilisaient le système à quatre shapes présenté ci-dessus. Le système de Law était assez différent : un carré était utilisé pour le fa et un triangle pour le la, mais le sol et le mi avaient les mêmes shapes que dans le système de Little et Smith. L’invention de Law était plus radicale que celle de Little et Smith car ce système n’utilisait pas les portées dans leur ensemble, gardant les shapes comme unique moyen d’exprimer la tonalité. Little et Smith ont suivi la notation musicale traditionnelle en plaçant les têtes des notes sur la portée, à la place des têtes rondes ordinaires. À la fin, ce fut le système de Little et Smith qui l’emporta, il n’y a pas de recueil de chant utilisant le système de Law en usage aujourd’hui.
Certains exemplaires de The Easy Instructor, Part II (1803) présentent une déclaration au verso de la page de titre, dans laquelle John Connelly (dont le nom est parfois épelé Conly, Connolly et Coloney) accorde la permission à Little et Smith de faire usage dans leurs publications des shape notes dont il revendique les droits ,. Little et Smith n’ont pas cherché à obtenir les droits de l’invention pour eux-mêmes, mais ont déclaré à la place que ces notes avaient été inventées vers 1790 par John Connelly de Philadelphie, Pennsylvanie. Andrew Law prétendit être l’inventeur des shape notes.
Les shape notes devinrent populaires en Amérique et rapidement on prépara une large variété de recueils d’hymnes utilisant ce système. Les shapes furent finalement renvoyées hors du nord est des États-Unis par un mouvement auto intitulé « pour une meilleure musique » (« better music movement« ), mené par Lowell Mason (en). Mais dans le Sud, les shapes s’implantèrent profondément, et se multiplièrent en une variété de traditions. Le Kentucky Harmony (en) d’Ananias Davisson (en) est généralement considéré comme le premier recueils de chants à shape notes du Sud.

## Apparition du système à 7 shapes
Vers le milieu du XIXe siècle, le système « fa sol la » à quatre syllabes connut un rival important, à savoir le système à sept syllabes « do re mi ». À partir de ce moment, les compilateurs de musique commencèrent à ajouter trois shapes de plus dans leurs livres pour correspondre aux syllabes supplémentaires. De nombreuses notations à sept formes furent mises au point. Jesse B. Aikin fut le premier à faire paraître un recueil avec un système à sept notes, et à défendre vigoureusement son « invention » et son brevet. Finalement, le système utilisé dans Christian Minstrel (1846) d’Aikin devint la norme, fortement aidé en cela par la Ruebush & Kieffer Publishing Company qui a adopté le système d’Aikin en 1876. Deux recueils, restés en usage continu (quoique limité), The Christian Harmony de William Walker, et New Harp of Columbia (en), de M. L. Swan, sont toujours publiés aujourd’hui. Ces livres utilisent le système à sept shapes mis au point respectivement par Walker et Swan.

## Traditions à shape notes vivantes aujourd’hui
- Voir également Sacred Harp

Bien que les recueils à sept shapes soient peut-être moins populaires que par le passé, il y a toujours un grand nombre d’églises dans le Sud des États-Unis, en particulier les Baptistes du Sud, Primitive Baptists (en), la quasi-totalité des Églises du Christ qui n’utilisent pas d’instruments et quelques Free Methodists et aussi des United Pentecostal à travers le nord de l’Amérique, qui utilisent les livres de chants à sept notes lors des offices dominicaux. Ces recueils de chants peuvent contenir une certaine variété de chants, des classiques du XVIIIe siècle aux gospels du XXe siècle. De cette façon, on peut affirmer qu’aujourd’hui les recueils de chants confessionnels imprimés en sept shapes constituent probablement la branche la plus large de la tradition à shape notes.
De plus, ont parfois lieu des réunions de chant de communautés non confessionnelles dans lesquelles figure de la musique gospel à sept shapes composée au début ou au milieu du XXe siècle, tels que les recueils d’hymnes Stamps-Baxter (en) ou Heavenly Highway . Dans ces traditions, l’usage de « chanter les notes » (les syllabes) est généralement préservé uniquement pendant l’apprentissage des écoles de chant et les chants peuvent être accompagnés d’un instrument, en général le piano.
Le système à sept shapes est également toujours utilisé lors de singings publics réguliers où l’on chante à partir de recueils de chants du XIXe siècle d’un type équivalent au Sacred Harp, tels que The Christian Harmony et The New Harp of Columbia (en). De tels singings sont courants en Géorgie, Caroline du Nord, Tennessee, Mississippi et Alabama, où l’on préserve généralement la coutume des singing schools de « chanter les notes ».
La tradition à quatre shapes qui a aujourd’hui le plus grand nombre de participants est le Sacred Harp. Mais il existe bien d’autres traditions qui sont toujours vivantes aujourd’hui et même qui connaissent un regain d’intérêt. Parmi les systèmes à quatre shapes, le Southern Harmony (en) est resté en usage sans interruption dans un seul endroit, Benton, Kentucky, ce singing attire à présent de nouveaux chanteurs. Le retour d’intérêt actuel pour les chants à shape notes a aussi eu pour conséquence de créer de nouveaux singings utilisant d’autres recueils du XIXe siècle encore moribonds il y a peu, tels que The Missouri Harmony, voire de nouveaux recueils de compositeurs modernes, tels que The Northern Harmony . Thomas B. Malone s’est spécialisé dans la réactualisation des œuvres de Jeremiah Ingalls, et a publié une édition à quatre shapes de The Christian Harmony de J. Ingalls, publié en 1805. Malone organise un singing annuel à la mi juillet à Newbury, Vermont, lieu où Ingalls fut aubergiste et musicien entre 1789 et 1810.
Le système à sept shapes (Aikin) est utilisé par les Mennonites et les Brethren. De nombreux recueils de chant sont édités en shape notes pour ce marché. On trouve parmi ceux-ci Christian hymnal, The Christian Hymnary (en), Zion’s Praises, Pilgrim’s Praises, The Church Hymnal[12], Silver Gems in Songs et Harmonia Sacra (en).

## Nomenclature
Les shape notes ont également été appelées « character notes » (« notes typographiques ») et « patent notes » (« notes brevetées »), respectivement, et, péjorativement, « buckwheat notes » (« notes du blé noir ») et « dunce notes » (« notes des cancres », c’est ainsi que Lowell Mason, paraît-il, qualifiait cette tradition).

### Livres
- Buell E. Cobb jr, The Sacred Harp: À Tradition and Its Music, University of Georgia Press, 2001
- R. Paul Drummond, A Portion for the Singers: A History of Music Among Primitive Baptists Since 1800, non daté.
- Kathryn Eastburn, A Sacred Feast: Reflections on Sacred Harp Singing and Dinner on the Ground, non daté
- Harry Eskew, Hugh T. McElrath, Sing with Understanding: An Introduction to Christian Hymnology, non daté
- Dorothy Horn, Sing to Me of Heaven: À Study of Folk and Early American Materials in Three Old Harp Books, Gainesville: University of Florida Press, 1970
- George Pullen Jackson, White Spirituals in the Southern Uplands, 1932
- Stephen A. Marini, Sacred Song in America: Religion, Music, and Public Culture, Urbana: University of Illinois Press, 2003
- Steve Hartman, The Missouri Harmony, or a Choice Collection of Psalm Tunes, Hymns, and Anthems (Wings of Song ed.), St. Louis: Missouri Historical Society, 2005

### Articles de journaux
- Gavin James Campbell, Old Can Be Used Instead of New: Shape-Note Singing and the Crisis of Modernity in the New South, 1880–1910, Journal of American Folklore no 110 (436), printemps 1997, p. 169–188 : enquête sur le débat interne entre les chanteurs de shape notes de la fin du XIXe siècle et du début du XXe siècle
- J. Terry Gates, « A comparison of the tune books of Tufts and Walter », Journal of Research in Music Educationno 36:3, 1988, p. 169-193.
- Irving Lowens, Allen P. Britton, The Easy Instructor (1798–1831): A history and bibliography of the first shape note tune book, Journal of Research in Music Education I, printemps 1953, p. 32

### Recueils à shape notes dans le domaine public
- 4-shape notation tunebooks on IMSLP
- 7-shape notation tunebooks on IMSLP
- The Methodist Harmonist (1833)
- Aikin, Jesse B (1858), The Christian Minstrel (7-shape)
- Aikin, LW (1875), Crystal Gems for the Sabbath-School (7-shape) (at IMSLP).
- Auld, Alexander (1852), The Ohio Harmonist (7-shape).
- Allen D. Carden, The Missouri Harmony (1834)
- W. L. Chappell, The Western Lyre, new edition (1835)
- David Clayton and James Carrell, The Virginia Harmony (en) (1831)
- Ananias Davisson, A Supplement to the Kentucky Harmony (1825, reset 2011)
- Joseph Funk (en) and sons,  The New Harmonia Sacra: A Compilation of Genuine Church Music (1915, 18th edition, 7-shape), ainsi que (2008, 26th edition, 7-shape and 4-shape)
- William Hauser, The Hesperian Harp (1848) et ici
- The Christian Harp and Sabbath School Songster (1870), et ici (7-shape)
- J. S. James, Union Harp and History of Songs (1909)
- William Little and William Smith, The Easy Instructor (1801), et Part 2 (1803)
- Lowell Mason, Mason’s Sacred Harp (1835 and 1844 éditions)
- John G. McCurry, The Social Harp (1855)
- William Walker, The Southern Harmony, and Musical Companion (1847), ainsi que son édition de 1854; et The Southern and Western Pocket Harmony, intended as an Appendix to the Southern Harmony (1860)
- B. F. White, The Sacred Harp (1860) (c. 2), (1911, rev. J. S. James et al.)
- Wyeth’s Repository of Sacred Music (1826)